# Stary Żabin
Stary Żabin (deutsch Königlich Szabienen, 1931 bis 1938 Alt Schabienen, 1938 bis 1945 Altlautersee) ist ein Ort in der polnischen Woiwodschaft Ermland-Masuren und gehört zur Landgemeinde Banie Mazurskie (deutsch Benkheim) im Powiat Gołdapski (Kreis Goldap).

## Geographische Lage
Stary Żabin liegt im Nordosten der Woiwodschaft Ermland-Masuren unmittelbar im polnisch-russischen Grenzgebiet. Die einstige und heute auf russischem Staatsgebiet gelegene Kreisstadt Darkehmen (1939 bis 1946 Angerapp, russisch Osjorsk) liegt zehn Kilometer nordwestlich, die heutige Kreismetropole Gołdap (Goldap) 15 Kilometer in südöstlicher Richtung.

## Geschichte
Das frühere Szabienen erhielt nach 1785 die Zusatzbezeichnung Königlich Szabienen (wohl auch Adlig Szabienen) zur Unterscheidung von Klein Szabienen (polnisch Żabin) bzw. Groß Szabienen (heute nicht mehr existent). Der Ort bestand vor 1945 aus mehreren kleinen Gehöften.
Im Jahre 1874 wurde Königlich Szabienen in den neu errichteten Amtsbezirk Szabienen (polnisch Żabin) eingegliedert.
Im Jahre 1910 waren in Königlich Szabienen 118 Einwohner registriert. Ihre Zahl belief sich 1933 auf 149 und verringerte sich bis 1939 auf 134.
Am 24. November 1931 wurde der Ortsname und seine Schreibweise in „Alt Schabienen“ verändert, am 3. Juni (amtlich bestätigt am 16. Juli) 1938 fand die Umbenennung in „Altlautersee“ statt. 
In Kriegsfolge kam der Ort 1945 mit dem südlichen Ostpreußen zu Polen und heißt seither in der polnischen Namensform „Stary Żabin“. Heute ist der Ort in das Schulzenamt (polnisch Sołectwo) eingegliedert und gehört zum Verbund der Landgemeinde Banie Mazurskie im Powiat Gołdapski, vor 1998 der Woiwodschaft Suwałki und seither der Woiwodschaft Ermland-Masuren zugeordnet.

## Kirche
Königlich bzw. Alt Schabienen resp. Altlautersee war vor 1945 in die evangelische Kirche Szabienen (Pfarrsitz in Klein Szabienen/Schabienen, Kleinlautersee, polnisch Żabin) im Kirchenkreis Darkehmen/Angerapp in der Kirchenprovinz Ostpreußen der Kirche der Altpreußischen Union eingepfarrt bzw. gehörte zur katholischen Pfarrkirche in Goldap im damaligen Bistum Ermland. Heute ist Stary Żabin Teil der Pfarrei Żabin im Dekanat Gołdap im Bistum Ełk (Lyck) der Römisch-katholischen Kirche in Polen und außerdem der evangelischen Kirche in Gołdap, einer Filialkirche von Suwałki in der Diözese Masuren der Evangelisch-Augsburgischen Kirche in Polen.

## Verkehr
Stary Żabin liegt weit abgelegen vom Verkehrsgeschehen im polnisch-russischen Grenzgebiet. Hier kreuzen sich zwei wenig befahrene Nebenstraßen: in Ost-West-Richtung die Straße von Mażucie (Masutschen, 1938 bis 1945 Oberhofen) über Obszarniki (Abschermeningken, 1938 bis 1945 Almental) nach Żabin (Klein Szabienen/Schabienen, 1938 bis 1945 Kleinlautersee), und in Süd-Nord-Richtung die Straße von Jany (Groß Jahnen) über Widgiry (Wittgirren, 1938 bis 1945 Wittbach) und Radkiejmy (Radtkehmen, 1938 bis 1945 Wittrade) nach Żabin Graniczny direkt an der Staatsgrenze, von wo aus vor 1945 die Straße weiter in das heute russische Jodszinn/Jodschinn (1938 bis 1946 Sausreppen, russisch Tschistopolje) führte. 
Eine Bahnanbindung besteht nicht.